# 켄 마일스
켄 마일스(영어: Ken Miles, 1918년 11월 1일 ~ 1966년 8월 17일)는 영국 출신의 스포츠카 경주 엔지니어이자 레이싱 드라이버로 미국에서의 모터스포츠 경력과 미국 팀의 국제 무대로 가장 잘 알려져 있다. 그는 미국 모터스포츠 명예의 전당에 헌액되어 있다. 자동차 엔지니어로서 그는 1966년, 1967년, 1968년, 1969년 르망 24시에서 우승한 드라이버이자 미국의 자동차 디자이너인 캐롤 셸비와 함께 포드 GT40을 개발한 것으로 유명하다. 르망 24시에서 그와 셸비의 활약은 2019년 오스카상을 수상한 영화 포드 v 페라리(Ford v Ferrari)로 각색되었다.

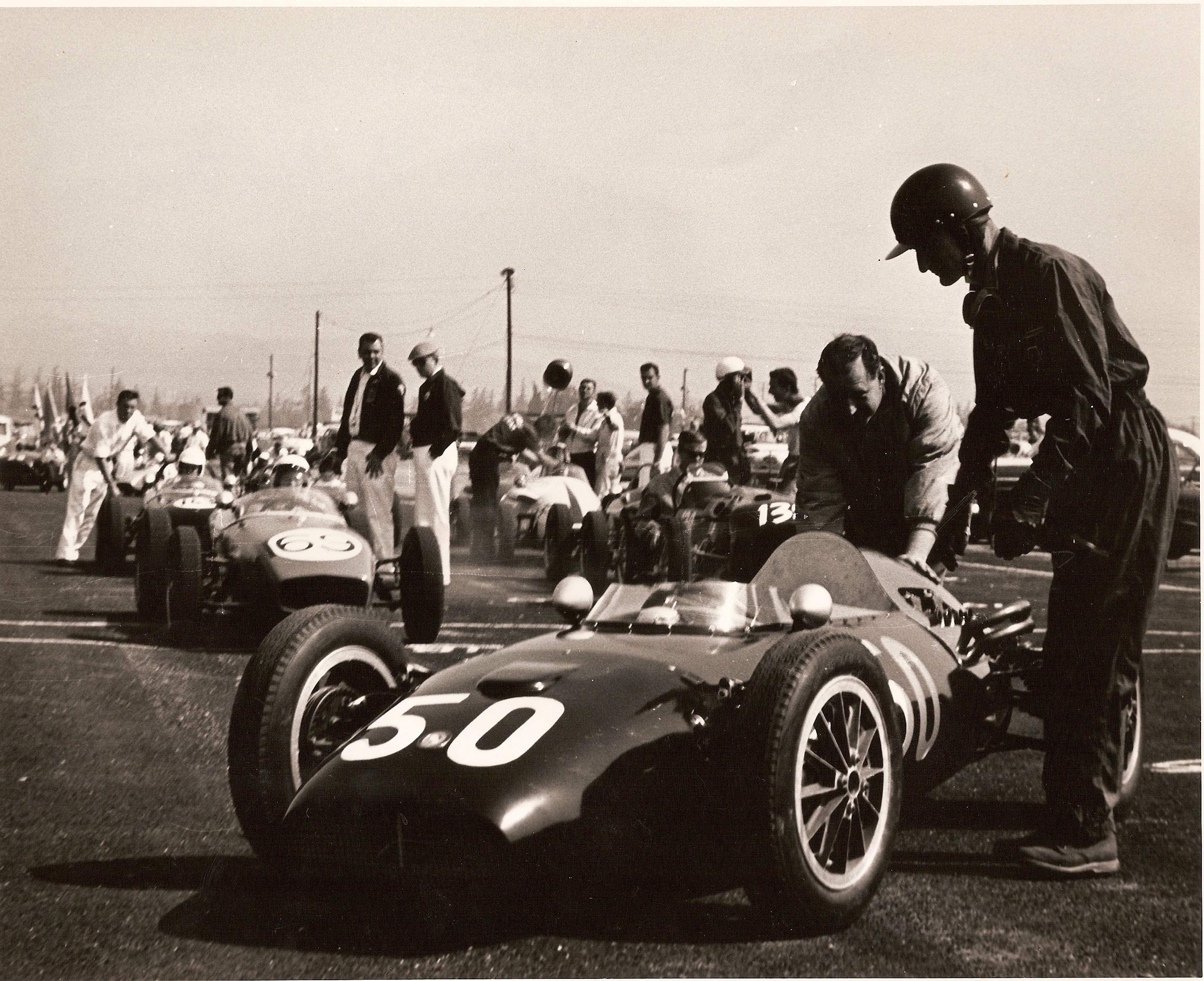
1961년 3월, Dolphin Mk.2에 탑승하는 켄 마일스

1966년 8월 16일, 리버사이드 국제 레이스웨이에서 캐롤 셸비와 함께 개발중이던 포드 J-카에 대한 테스트 주행 도중 사망했다.